# Pseudoboa neuwiedii
Espèce
Synonymes
- Scytale neuwiedii Duméril, Bibron & Duméril, 1854
- Olisthenes euphaeus Cope, 1859
- Rhinocheilus thominoti Bocourt, 1887
- Pseudoboa robinsoni Stejneger, 1902

Pseudoboa neuwiedii  est une espèce de serpents de la famille des Dipsadidae.

## Répartition
Cette espèce se rencontre :
- au Brésil dans les États d'Amazonas et du Pará ;
- au Venezuela dans les États de Mérida et de Cojedes ainsi que sur l'île Margarita ;
- au Suriname ;
- au Guyana ;
- en Guyane ;
- en Colombie ;
- au Panama ;
- au Pérou ;
- à Trinité-et-Tobago ;
- à Grenade.

## Description

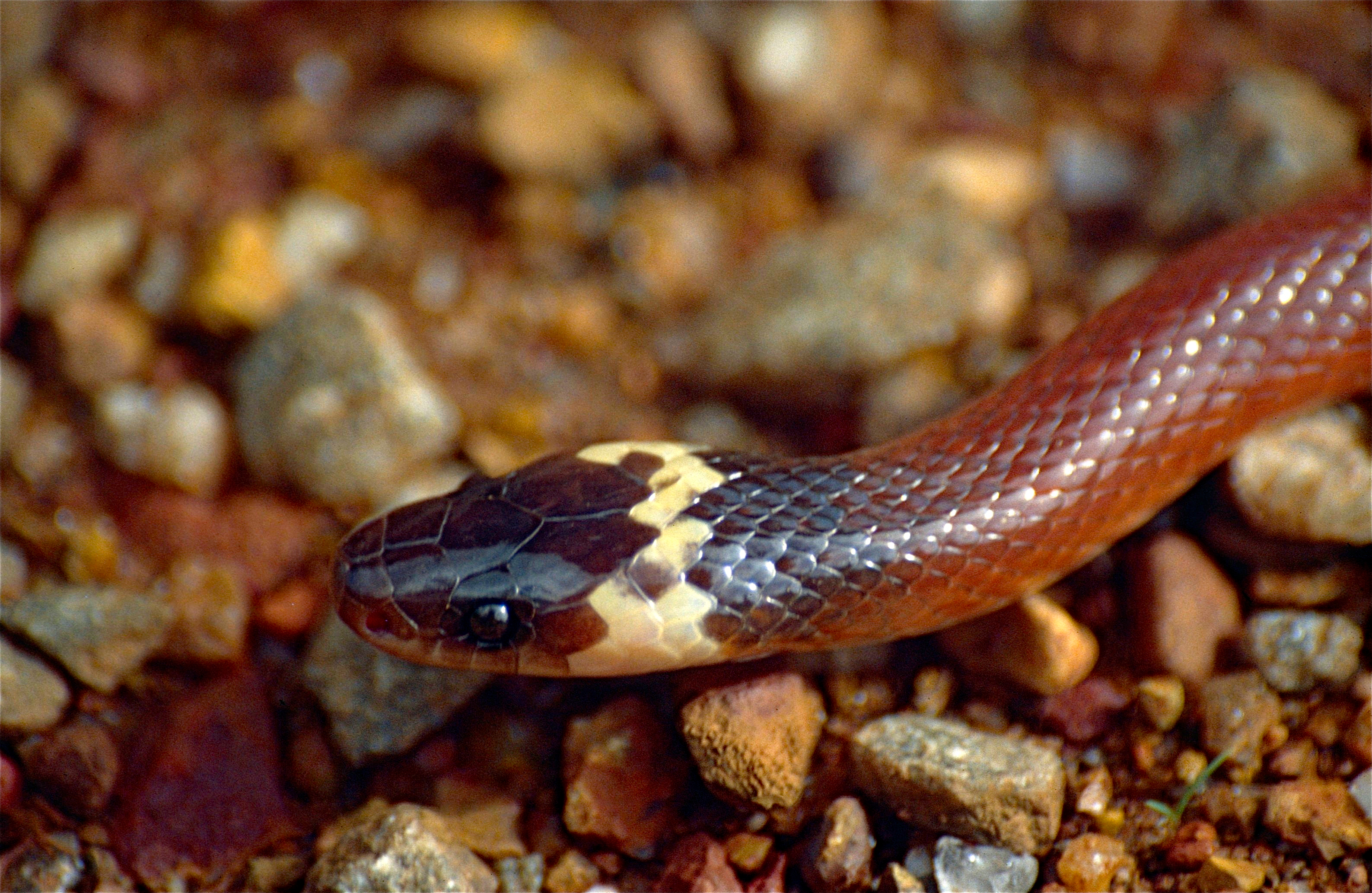
Détail de la tête

## Étymologie
Cette espèce est nommée en l'honneur de Maximilian zu Wied-Neuwied.

## Publication originale
- Duméril, Bibron & Duméril, 1854 : Erpétologie générale ou histoire naturelle complète des reptiles. Tome septième. Deuxième partie, p. 781-1536 (texte intégral).